# Norðragøta

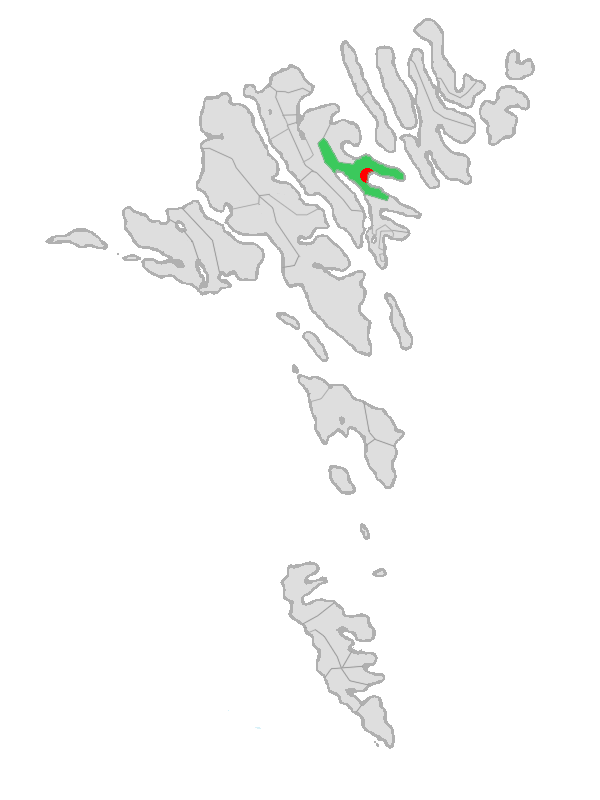
Die Lage Norðragøtas in der Eysturkommuna

Norðragøta [ˈnoːɹaˌgøːta] (dänischer Name: Nordregøte) ist ein Ort der Färöer an der Ostküste der Insel Eysturoy.
- Einwohner: 567 (1. Januar 2007)
- Postleitzahl: FO-512
- Kommune: Eysturkommuna
- Fußballverein: Gøtu Ítróttarfelag

Der Ort wird oft auch kurz Gøta genannt, was nicht zuletzt daran liegt, dass er der größte in der ehemaligen Kommune Gøta ist, die auch die Orte Gøtueiði, Gøtugjógv und Syðrugøta umfasste. Doch auch in der neuen Eysturkommuna ist er weiterhin der größte Ort und gleichzeitig Zentrum der Kommune geblieben.
Die Kommune befindet sich am Ende des Fjords Gøtuvík. Norðragøtas typisch färöische Holzkirche mit dem Grasdach wurde 1833 errichtet. Diese Kirche gilt als Prunkstück der färöischen Schreinereikunst jener Zeit. Die neue Kirche wurde 1995 im Beisein von Königin Margrethe II. eingeweiht. Im Ort steht auch das geschichtliche Heimatkundemuseum Gøtu Fornminnisavn.
Gøta wird bereits in der Färingersaga erwähnt. Der hier ansässige Wikingerhäuptling Tróndur í Gøtu  lehnte sich 999 gegen die Christianisierung der Färöer durch Sigmundur Brestisson auf.
Es wird gesagt, dass die färöische Form der dänischen Aussprache, gøtudanskt, ihren Namen von hier hat.

## Die alten Häuser von Norðragøta

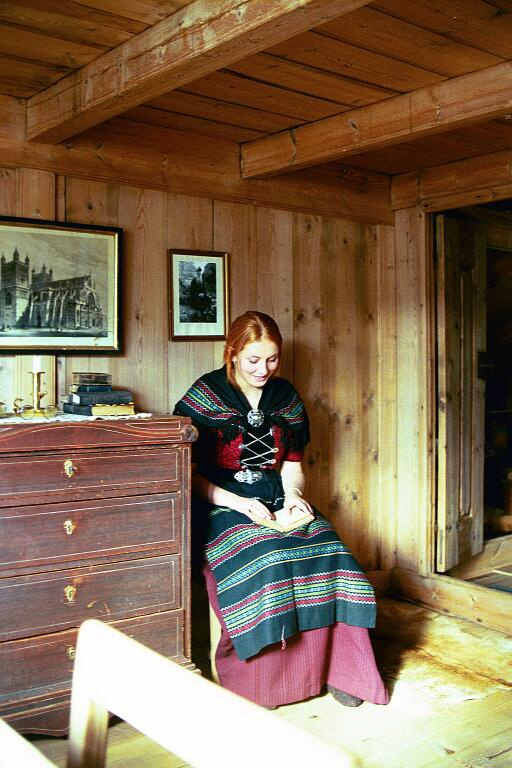
Eivør Pálsdóttir zu Besuch in der Blásastova

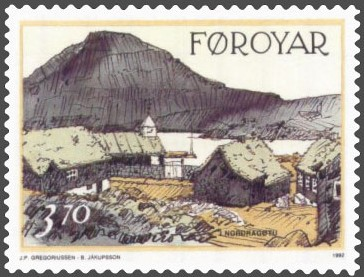
Ortsansicht Gøtas mit der alten färöischen Holzkirche von 1833 – einem Meisterwerk der damaligen Schreinerkunst

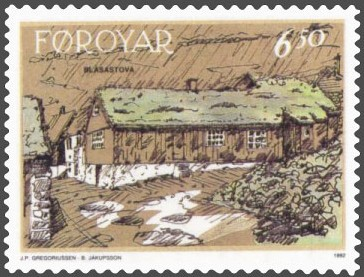
Die Blásastova in Gøta

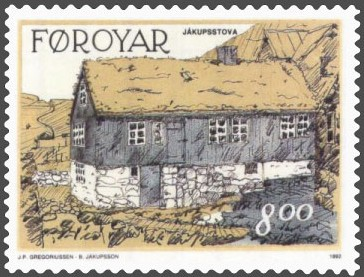
Jákupsstova: Ein altes Fischerhaus von Gøta

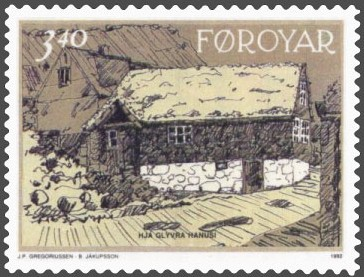
Das Haus „hjá Glyvra Hanusi“ in Gøta

In einem färöischen Dorf haben alte Häuser gewöhnlich ihren eigenen Namen. Die Häuser in dem, unter Denkmalschutz stehenden Ortsteil Gøtas tragen die Namen Blásastova, Húsini hjá Glyvra Hanusi, Jákupsstova und Húsini hjá Peri. Die Gruppe der alten Häuser umfasst außerdem den alten Heuspeicher, der zur Blásastova gehört, sowie die alte Dorfkirche.

### Blásastova
Blásastova ist ein Bauernhaus, das 1833 gebaut wurde. 1860 verlängerte man das Haus mit einem kleineren Anbau am oberen Ende. Das Haus wurde in traditioneller, färöischer Bauart in Holz auf einem Steinsockel gebaut. Entlang der nördlichen Außenwand wurde eine Steinwand errichtet, als Schutz gegen Sturm und Regen. Das Dach ist mit einer dicken Lage Birkenrinde über die Latten gedeckt und darauf Grasstorfplatten. Die Außenwände sind mit Kohlteer geteert und sämtliche Innenwände, Decken und Fußbodenplanken bestehen aus unbehandeltem Fichtenholz.
Der wichtigste Raum im Haus ist die Roykstova (Rauchstube) wo nach alt hergebrachter Art eine offene Feuerstelle war, von wo aus der Rauch durch einen Luftschlitz im Dach oder einem Schornstein über der Feuerstelle entzog. Die Fußböden waren gewöhnlich aus gestampften Lehm, in der Blásastova jedoch,  bestand der Fußboden aus Holz und hatte außerdem einen Herd, der wahrscheinlich in diesem Jahrhundert hinzugefügt worden war. 
In dieser Stube, die mit zwei Alkoven und festgemachten Bänken an den Wänden entlang versehen war und Kisten zum Aufbewahren von Torf hatte, versammelten sich an den langen Winterabenden die Bewohner des Hofes, um Wolle zu bearbeiten. Es war in jenen Tagen, dass man die Wolle der Färöer, das Gold der Färöer (dänisch: Færøernes uld er Færøernes guld) nannte. Die Männer sortierten und kämmten die Wolle und spannen und drehten sie an großen Spinnrädern, die Frauen strickten. Es wurde oft behauptet, dass diese gemeinsame Arbeit an langen dunklen Winterabenden in die Rauchstuben der Höfe in erster Linie dazu beigetragen hat, die Sprache und Kultur dieses Volkes zu bewahren und zu entwickeln.
Der archäologische Verein der Ortschaft von Gøta hat Blásastova als Museum eingerichtet. In den Räumen kann man Haushaltsartikel und Möbel sehen, die das Leben auf einem färöischen Bauernhof aus einer längst vergangenen Zeit widerspiegeln. Auch der Heuspeicher ist ein Museum und enthält Geräte, die in Verbindung mit der Außenarbeit stehen.
Ein färöischer Bauernhof bestand aus einer Gruppe von Häusern, die selten zusammen gebaut waren. Das gegenwärtige Blásastova selbst, war das Wohnhaus. Außerdem gab es Ställe, Trockenhäuser zum Aufbewahren von Fleisch und Fisch und Dungablagen.

### Fischerhäuser
Die alten Fischerhäuser wurden um die Jahrhundertwende gebaut, zu der Zeit, als die Landwirtschaft ihre vorherrschende ökonomische Rolle verlor und die Färöer zu einer Gemeinde von Meeresfischern wurde. Die beiden Häuser wurden 1902 und 1907 gebaut. An Stelle der alten Roykstova, gab es nunmehr eine Küche mit installiertem Wasser und Abflussbecken. Was Baustil und Proportionen angeht, so unterscheiden sich diese Häuser nicht von dem traditionellen färöischen Baustil. Die weißgekalkten Sockel und die weiß eingefassten kleinen Fensterscheiben bilden einen Kontrast zu den schwarz geteerten Wänden und den grünen Grasdächern.

### Húsið hjá Glyvra-Hanusi
Húsið hjá Glyvra-Hanusi ist ein sehr hübsches, restauriertes Haus und als Versammlungshaus für Mitglieder des archäologischen Vereins eingerichtet sowie für andere Veranstaltungen. Die beiden anderen erhaltenen und neu restaurierten Häuser sind privates Eigentum und werden von den Familien, die von hier stammen, als Sommerhäuser benutzt.

## Sonstiges
Peder Karlsson, Ex-Bariton der Real Group, hat dem Ort mit seiner Komposition Gøta ein musikalisches Denkmal gesetzt. Das Stück erschien auf In The Middle of Life, dem 13. Album der Gruppe.